# Astragalus argyrostachys
Astragalus argyrostachys är en ärtväxtart som beskrevs av Pierre Edmond Boissier. Astragalus argyrostachys ingår i släktet vedlar, och familjen ärtväxter. Inga underarter finns listade i Catalogue of Life.